# Paços de Vilharigues
Paços de Vilharigues ist ein Ort und eine ehemalige Gemeinde (Freguesia) im portugiesischen Kreis Vouzela. Die Gemeinde hatte 647 Einwohner (Stand 30. Juni 2011).
Am 29. September 2013 wurden die Gemeinden Paços de Vilharigues und Vouzela zur neuen Gemeinde União das Freguesias de Vouzela e Paços de Vilharigues zusammengeschlossen.